# Gare de Barvaux
La gare de Barvaux est une gare ferroviaire belge de la ligne 43, de Liège (Angleur) à Marloie, située au village de Barvaux-sur-Ourthe sur le territoire de la commune de Durbuy, en région wallonne dans la province de Luxembourg.
Elle est mise en service en 1866 par la Grande compagnie du Luxembourg. Depuis la fermeture du guichet, il s'agit d'une halte ferroviaire de la Société nationale des chemins de fer belges (SNCB) desservie par des trains Omnibus (L) et Heure de pointe (P).

## Situation ferroviaire
Établie à 135 m d'altitude, la gare de Barvaux est située au point kilométrique (PK) 40,30 de la ligne 43, de Liège (Angleur) à Marloie, entre les gares de Bomal et de Melreux-Hotton.

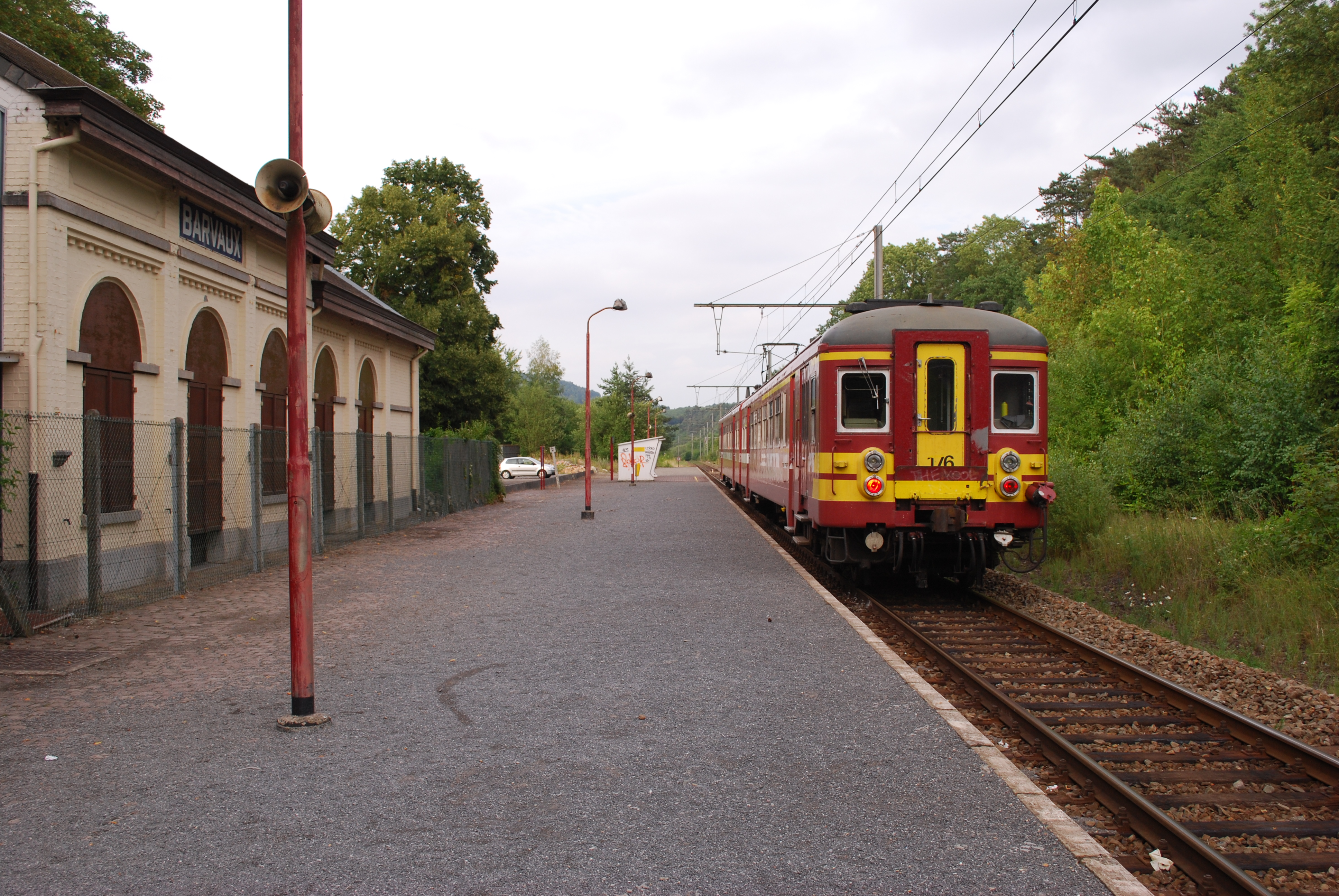
Intérieur de la gare (2010).

## Histoire
La station de Barvaux est mise en service le 1er août 1866 par la Grande compagnie du Luxembourg, lorsqu'elle ouvre à l'exploitation la section de Melreux à Angleur (Liège) qui permet l'ouverture dans la totalité de la ligne de l'Ourthe.
La gare comportait autrefois trois voies à quai. Quelques années après le passage à une voie, le quai a été élargi en passant par-dessus l'ancienne voie 1 et l'ancien quai central encore utilisé en 1993 a été détruit.
Le second bâtiment de la gare, aujourd'hui devenu une résidence, a définitivement fermé ses portes en mai 1993. La cabine d'aiguillages a également été supprimée[réf. nécessaire].
La gare et ses abords sont remis à niveau en 2020 un quai surélevé.
En 2016, un projet de restructuration de la SNCB qui prévoyait de fermer la ligne de l'Ourthe (ligne 43). Il sera finalement abandonné à la suite des protestations des habitants et autorités communales concernés. D'ici l'horizon 2025/2030, la SNCB a prévu un grand plan de remise à niveau et rénovation pour en faire un point central de la ville de Durbuy qui est la plus petite ville du monde et qui est par conséquent très touristique vu son titre et son cadre idyllique dans la Famenne/Ardennes.[réf. nécessaire] Le village de Barvaux compte aussi des écoles assez fréquentées, et la gare leur est d'une grande utilité.

## Service des voyageurs

### Accueil
Halte SNCB, c'est un point d'arrêt non géré (PANG) à accès libre. La gare possède un quai haut doté d'abris en béton.

### Dessertes
Barvaux est desservie par des trains Omnibus (L) et Heure de pointe (P) de la SNCB.
La desserte comprend des trains L qui effectuent des missions entre les gares de Liers et de Marloie, ou Rochefort-Jemelle (toutes les heures en semaine et toutes les deux heures les weekends et jours fériés). En semaine, on retrouve également une paire de trains d’heure de pointe (P) circulant entre Liège-Saint-Lambert et Rochefort-Jemelle.
En été, un unique train touristique (ICT) circulant le matin entre Liers et Rochefort-Jemelle se rajoute aux trains L de cette relation durant les weekends.

### Intermodalité
Un parking pour les véhicules y est aménagé. Elle possède un arrêt desservi par des bus TEC.

## Comptage voyageurs
Ce graphique et tableau montre le nombre de voyageurs embarquant en moyenne durant la semaine, le samedi et le dimanche.
| Nombre de passagers qui embarquent à la gare de Barvaux | Nombre de passagers qui embarquent à la gare de Barvaux | Nombre de passagers qui embarquent à la gare de Barvaux | Nombre de passagers qui embarquent à la gare de Barvaux |
|                                                         | Semaine                                                 | Samedi                                                  | Dimanche                                                |
| ------------------------------------------------------- | ------------------------------------------------------- | ------------------------------------------------------- | ------------------------------------------------------- |
| 1977                                                    | 274                                                     | 93                                                      | 130                                                     |
| 1978                                                    | 280                                                     | 98                                                      | 100                                                     |
| 1979                                                    | 358                                                     | 163                                                     | 137                                                     |
| 1980                                                    | 346                                                     | 119                                                     | 153                                                     |
| 1981                                                    | 342                                                     | 91                                                      | 132                                                     |
| 1982                                                    | 331                                                     | 91                                                      | 135                                                     |
| 1983                                                    | 310                                                     | 82                                                      | 115                                                     |
| 1984                                                    | 320                                                     | 104                                                     | 155                                                     |
| 1985                                                    | 299                                                     | 136                                                     | 210                                                     |
| 1986                                                    | 319                                                     | 115                                                     | 173                                                     |
| 1987                                                    | 342                                                     | 127                                                     | 164                                                     |
| 1988                                                    | 361                                                     | 188                                                     | 214                                                     |
| 1989                                                    | 259                                                     | 110                                                     | 261                                                     |
| 1990                                                    | 204                                                     | 97                                                      | 97                                                      |
| 1991                                                    | 250                                                     | 88                                                      | 209                                                     |
| 1992                                                    | 270                                                     | 113                                                     | 245                                                     |
| 1993                                                    | 222                                                     | 80                                                      | 163                                                     |
| 1994                                                    | 242                                                     | 81                                                      | 182                                                     |
| 1995                                                    | 179                                                     | 83                                                      | 85                                                      |
| 1996                                                    | 184                                                     | 132                                                     | 140                                                     |
| 1997                                                    | 219                                                     | 87                                                      | 247                                                     |
| 1998                                                    | 247                                                     | 122                                                     | 185                                                     |
| 1999                                                    | 173                                                     | 111                                                     | 197                                                     |
| 2000                                                    | 225                                                     | 134                                                     | 164                                                     |
| 2001                                                    | 256                                                     | 86                                                      | 84                                                      |
| 2002                                                    | 269                                                     | 100                                                     | 153                                                     |
| 2003                                                    | 248                                                     | 120                                                     | 161                                                     |
| 2004                                                    | 270                                                     | 119                                                     | 212                                                     |
| 2005                                                    | 279                                                     | 117                                                     | 180                                                     |
| 2006                                                    | 269                                                     | 90                                                      | 190                                                     |
| 2007                                                    | 227                                                     | 116                                                     | 168                                                     |
| 2008                                                    | -                                                       | -                                                       | -                                                       |
| 2009                                                    | 307                                                     | 115                                                     | 288                                                     |
| 2010                                                    | -                                                       | -                                                       | -                                                       |
| 2011                                                    | -                                                       | -                                                       | -                                                       |
| 2012                                                    | 310                                                     | 122                                                     | 179                                                     |
| 2013                                                    | 324                                                     | 110                                                     | 158                                                     |
| 2014                                                    | 346                                                     | 112                                                     | 155                                                     |
| 2015                                                    | 328                                                     | 170                                                     | 133                                                     |
| 2016                                                    | 353                                                     | 130                                                     | 177                                                     |
| 2017                                                    | 334                                                     | 127                                                     | 183                                                     |
| 2018                                                    | 329                                                     | 107                                                     | 121                                                     |
| 2019                                                    | 334                                                     | 109                                                     | 132                                                     |
| 2020                                                    | 209                                                     | 96                                                      | 114                                                     |
| 2021                                                    | -                                                       | -                                                       | -                                                       |
| 2022                                                    | 424                                                     | 86                                                      | 110                                                     |
| 2023                                                    | 523                                                     | 104                                                     | 138                                                     |
| 2024                                                    | 385                                                     | 120                                                     | 160                                                     |

## Patrimoine ferroviaire

### La gare de 1866
D'après des cartes postales d'époque, la première gare était située une centaine de mètres en aval et de l'autre côté des voies, là où la route du chemin de fer décrit une légère courbe.
Son bâtiment des recettes, démoli à la fin du XXe siècle, appartient à l'un des modèles standards de la GCL. Il s'agit d'un bâtiment rectangulaire de deux niveaux sous bâtière comportant trois travées. Chaque façade est symétrique, exécutée en brique apparente avec un cordon de pierre bleue au rez-de-chaussée joignant la naissance des arcs qui surplombent chaque ouverture (les arcs sont en plein cintre au rez-de-chaussée et bombés à l’étage) ainsi que deux cordons de briques, l'un marquant la séparation entre les deux étages et l'autre reliant le larmier des fenêtres à l'étage. Les trois travées médianes sont plus larges côté rue ; au centre, on retrouve un oculus sous une corniche en mitre. Ce modèle de gare était le plus répandu de la Grande Compagnie du Luxembourg et fut édifié à Tilff, Esneux, Saint-Denis-Bovesse, Rhisnes, Barvaux, Bomal, Chastre, et Mont-Saint-Guibert. Seules les trois premières existent toujours à l’heure actuelle.
Comme la plupart des constructions de ce type, celle de Barvaux a reçu une annexe à toit plat du côté du logement de fonction du chef de gare. Elle possédait également une halle à marchandises, accolée au premier bâtiment en direction de Marloie.
Agrandie en 1897 pour mieux accommoder le chef de station puis totalement convertie en logement pour le chef de gare après 1910, elle était encore debout en 1989 mais a disparu depuis.

### La gare de 1910
Après la reprise de la plupart des compagnies privées par les Chemins de fer de l’État Belge, un certain nombre de gares anciennes ou trop exiguës a été démoli et remplacé par de nouveaux édifices.
À Barvaux, au lieu de démolir l'ancien bâtiment, on lui adjoint un second bâtiment des recettes de plan standard à un étage, plus dépouillé et sans appartement de fonction, uniquement dévolue à l'accueil des voyageurs de des colis ; l'ancienne gare qui restant utilisée comme habitation du chef de gare.
Située de l'autre côté des voies, elle est mise en service à la fin du mois de mai 1910. La halle à marchandises d'origine semble avoir disparu à ce moment, vraisemblablement remplacée par une aile du nouveau bâtiment. C'est seulement quelques années plus tard que réapparaît un bâtiment séparé pour les marchandises, ainsi qu'un édifice séparé pour les toilettes.
Cette nouvelle gare reprend des caractéristiques des bâtiments de plan type 1881 et 1895 mais ne possède qu'un seul niveau avec neuf travées munies d'arcs en plein cintre séparées par des frises de brique à denticules sous une toiture en bâtière. Contrairement aux autres bâtiments standards sans étage de l’État Belge, la gare de Barvaux possédait un toit en trois parties, légèrement surhaussé au niveau des trois travées centrales. Un fronton y prenait place à l'origine.
Ce bâtiment de gare existe toujours actuellement et a été transformé en logement mais a été amputé de trois travées auparavant. La gare de 1866, ainsi que tous les autres bâtiments annexes, ont quant à eux été détruits à une date inconnue.

Galerie de photographies
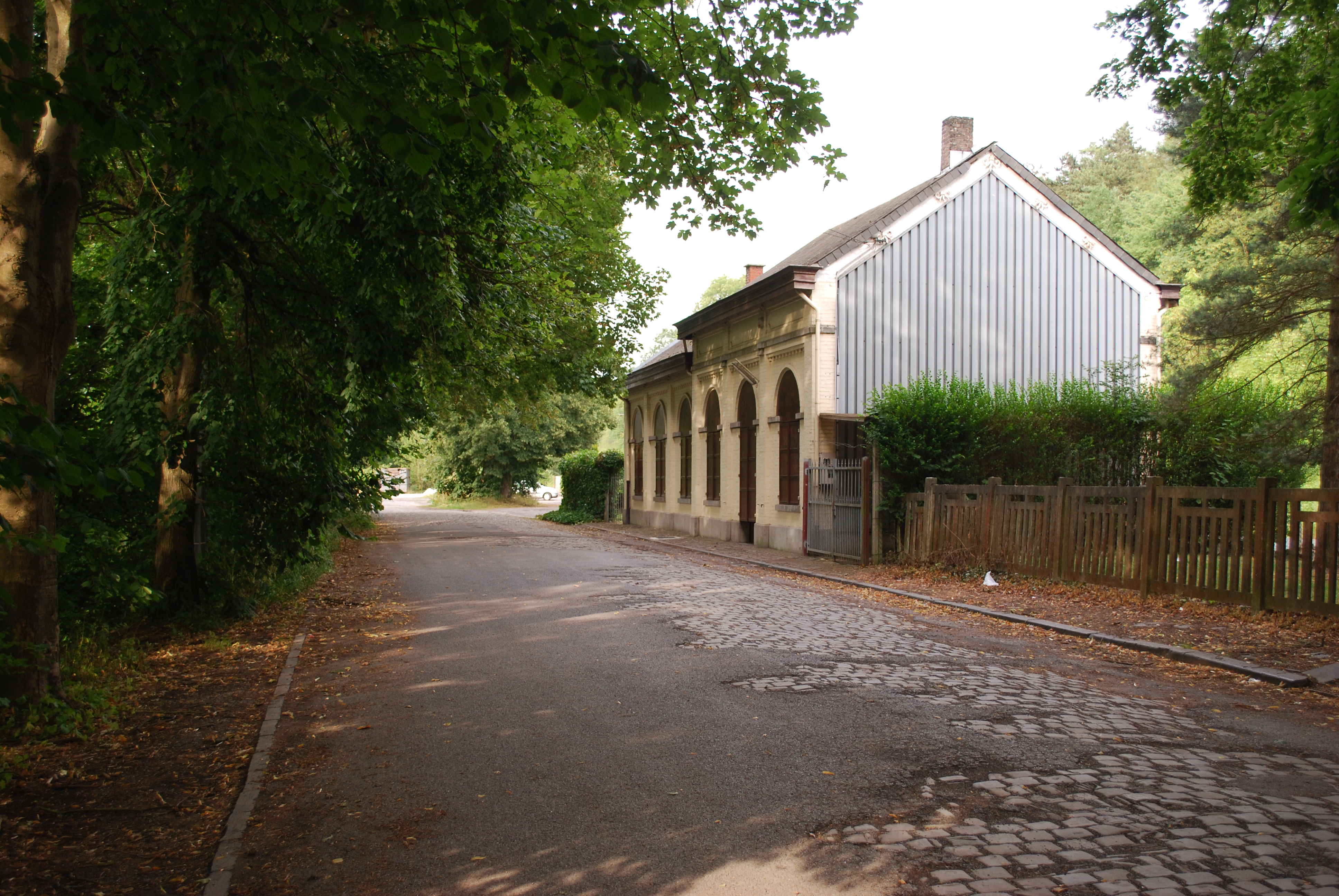
Bâtiment voyageurs (2010).
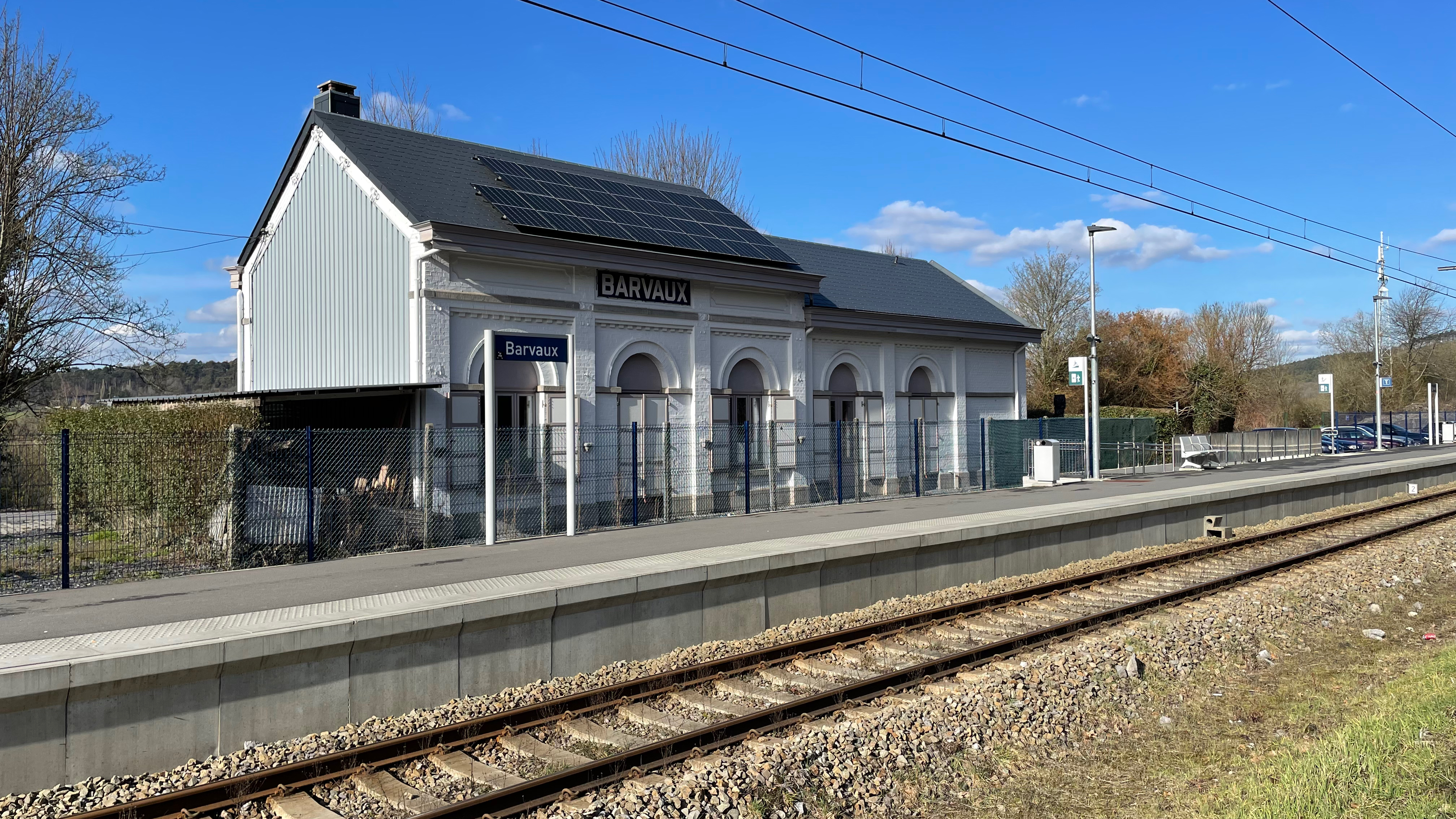
En 2022.
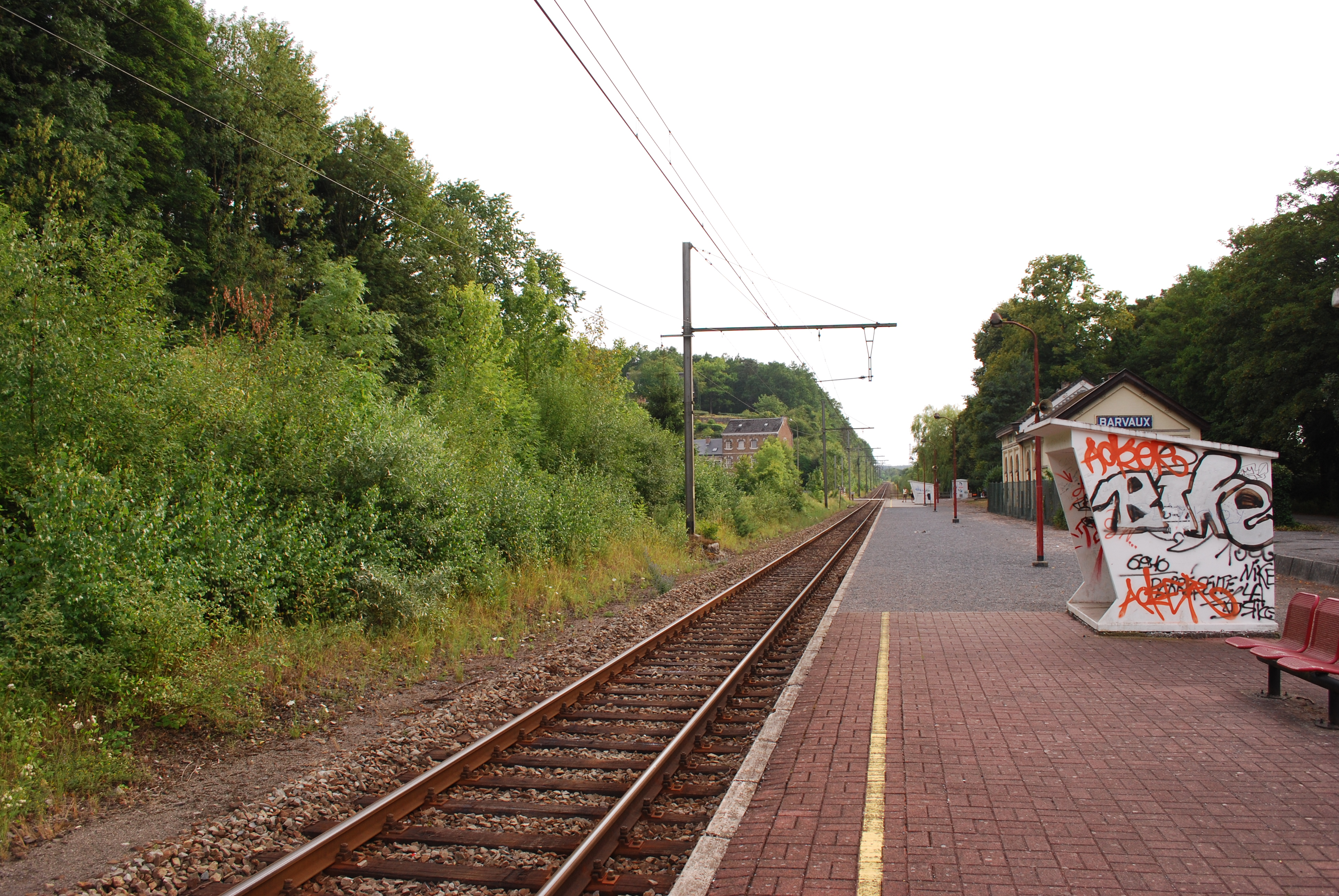
Quai et abris.
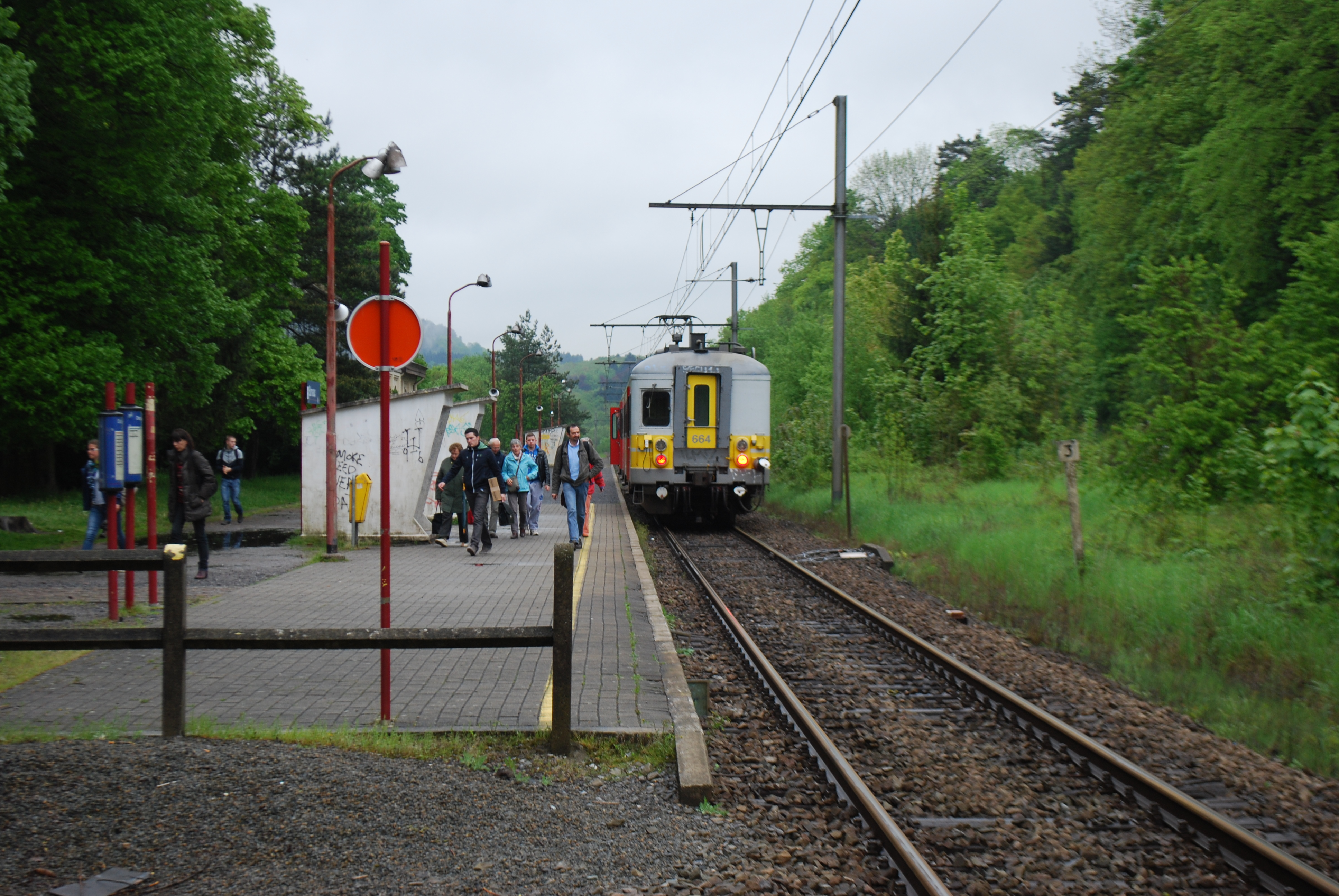
Quai et Train.
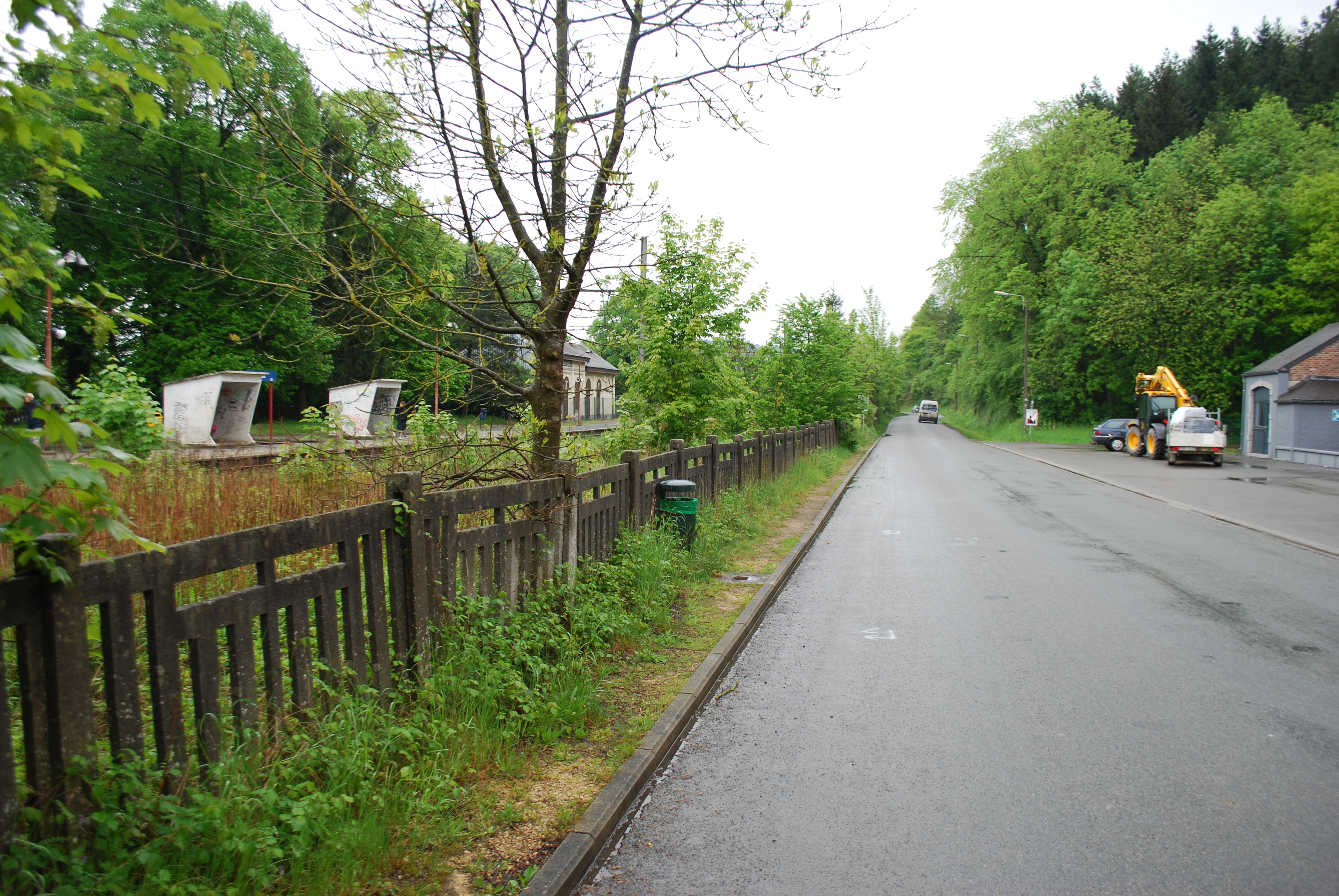
Rue du chemin de fer.